# V10-motor
En V10-motor er en motor, hvor de 10 cylindre er anbragt i V-form.
Den er sjældnere benyttet end V8- og V12-motorerne.
| Motor | Spire Denne artikel om motorer og motordele er en spire som bør udbygges. Du er velkommen til at hjælpe Wikipedia ved at udvide den. |